# ジャン・マリー・ボナシュー

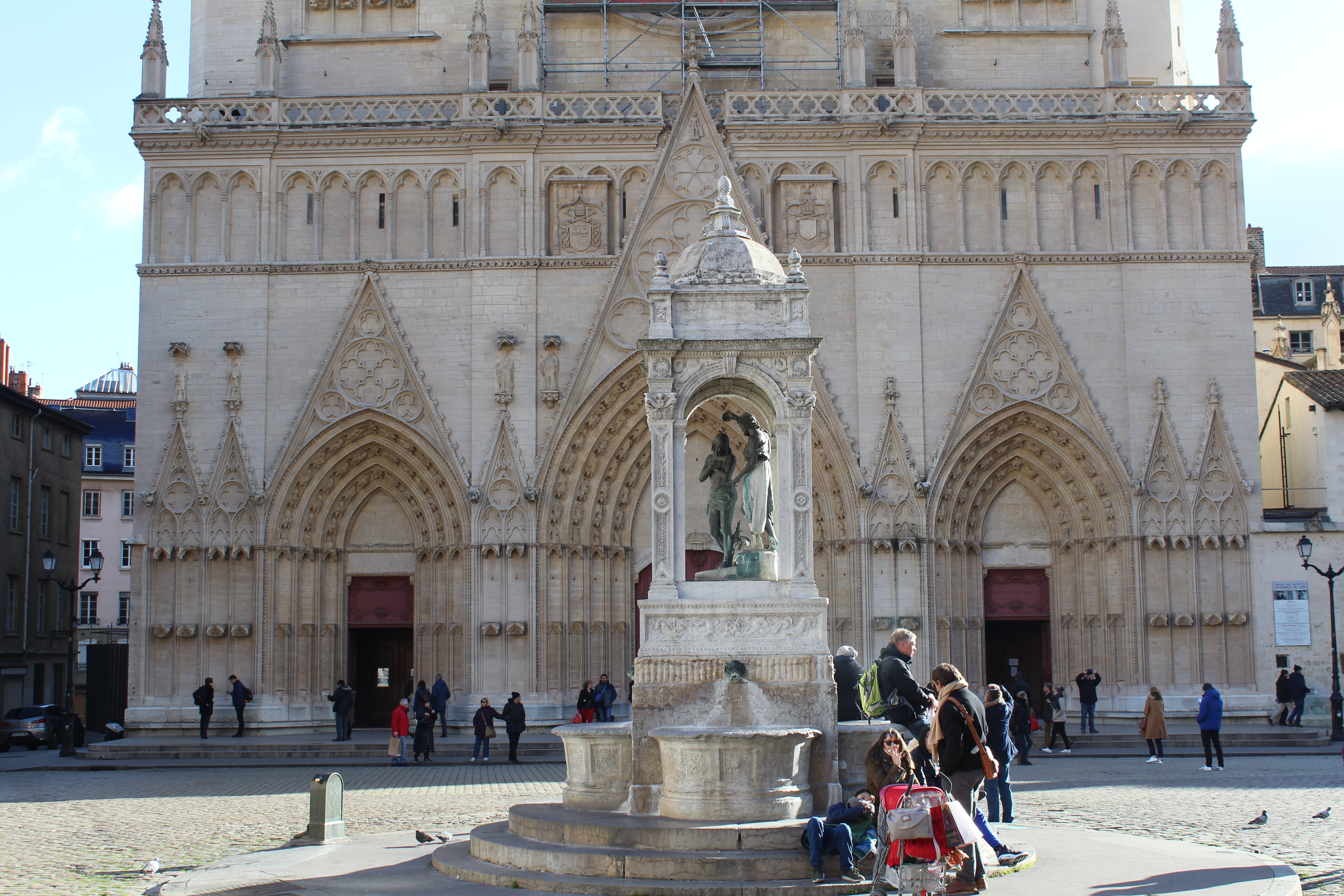
リヨンのサンジャンの噴水の「イエスの洗礼」像

ジャン・マリー・ビエネメ・ボナシュー（Jean Marie Bienaimé Bonnassieux、1810年9月18日 - 1892年6月3日）は、フランスの彫刻家である。

## 略歴
ロワール県のパニシエール（Panissières）で生まれた。大工または家具職人の息子で幼いころから木彫に興味を持った。1828年に、地区の司祭が、父親に勧めてリヨンの教会装飾品を作る工房の見習いになることになった。1832年にの競技会で金メダルを獲得し、兵役を免除され、1833年にリヨンの展覧会に作品を出展し、翌年その彫刻はパリの展覧会に出展された。
リヨンで働く彫刻家のジャン＝フランソワ・ルジャンドル＝エラル（1796-1851）に才能を認められ、1834年にルジャンドル＝エラルとパリを訪れ、彫刻家のダヴィッド・ダンジェや画家のビクトール・オルセルに紹介され、ドニ・フォヤティエ（Denis Foyatier）やオーギュスト・デュモンといった彫刻家の工房やに紹介された。ルジャンドル＝エラルはボナシューのパリ留学の支援や助言を与えた。1834年の秋にパリ国立高等美術学校の入学試験に合格した。
1836年にレリーフ作品の「ソクラテスの死」でローマ賞に優勝し、在ローマ・フランス・アカデミーに留学し、1842年までローマに滞在し、ローマでは胸像などの公的、私的な注文を受けて作品を制作した。この時期に、パリに設置された元フランス国民議会議員のラコルデールの胸像やパリのリュクサンブール公園にあるジャンヌ・アシェットの胸像を制作した。
フランスに帰国し、ルーブル宮殿やリヨンでいくつかの作品の注文を受け、1844年には、リヨンの建築家のルネ・ダルデル（René Dardel）と、リヨンのサンジャンの噴水（fontana di piazza San Giovanni ）のために「イエスの洗礼」を題材にしたブロンズ彫像群を制作した。1860年から1863年にかけては、リヨンの商工会議所の建物（Palais de la Bourse, Lyon）の室内の装飾彫刻を制作した。.
1855年にパリ万国博覧会の展覧会に出展し、その年、レジオンドヌール勲章（シュヴァリエ）を受勲した。1860年から、宗教彫刻を主に制作するようになり、聖母像を数多く制作し、これらは多くの複製が制作された。1866年に芸術アカデミーの会員に選ばれた。1878年には、パリのノートルダム大聖堂にあるパリ大司教、ジョルジュ・ダルボイ（Georges Darboy）のモニュメントを制作した。
1892年にパリ7区の自宅で亡くなった。

## 作品

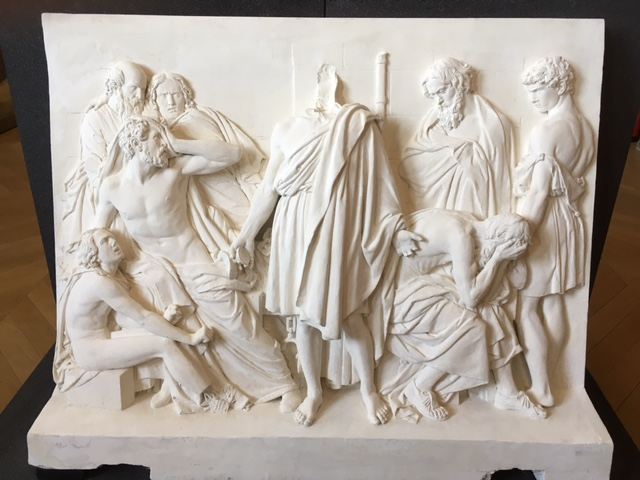
ソクラテスの死 (18367)
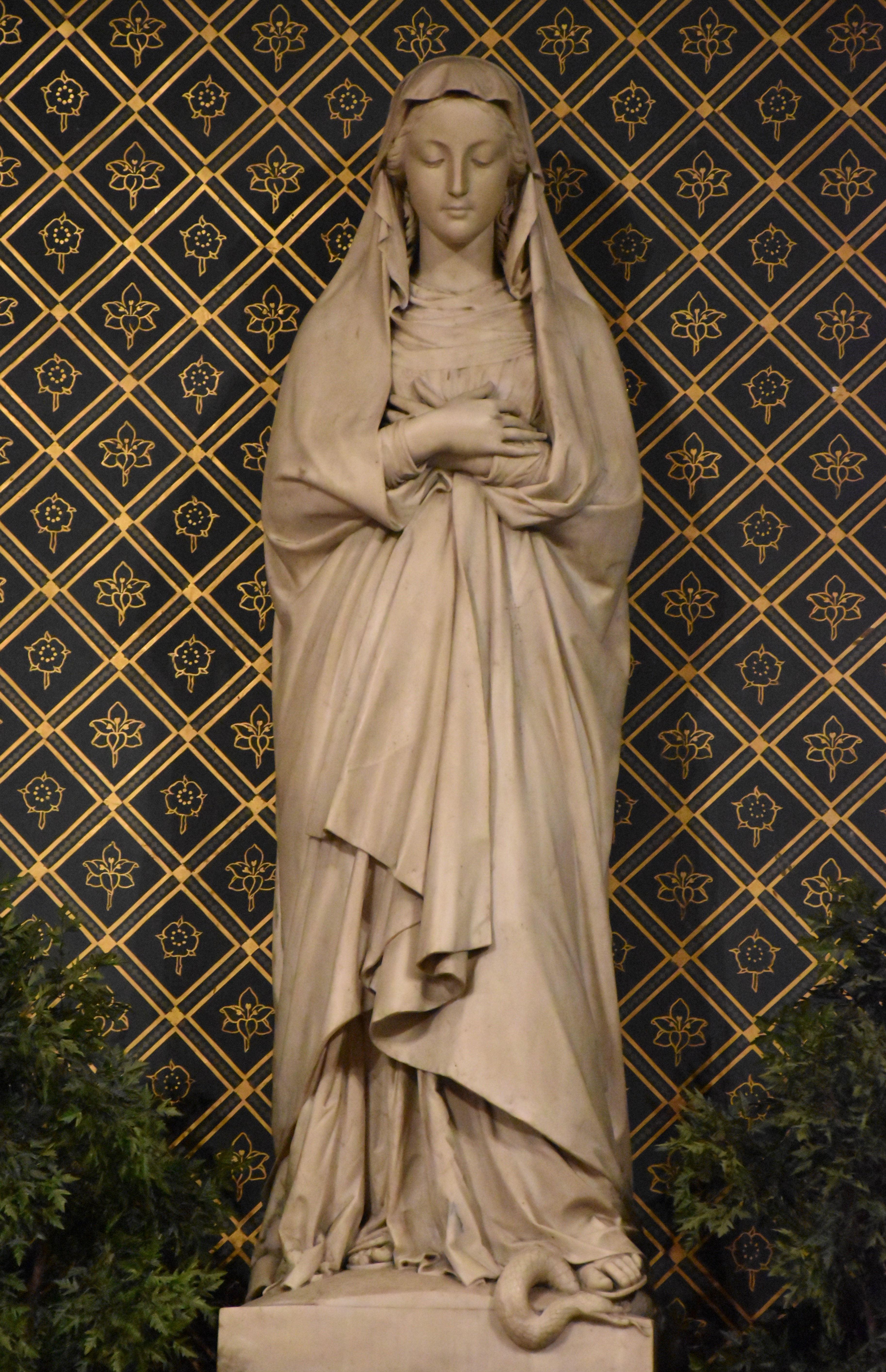
「無原罪の聖母」(1851)、リヨンのサン・マルタン・デネー大聖堂
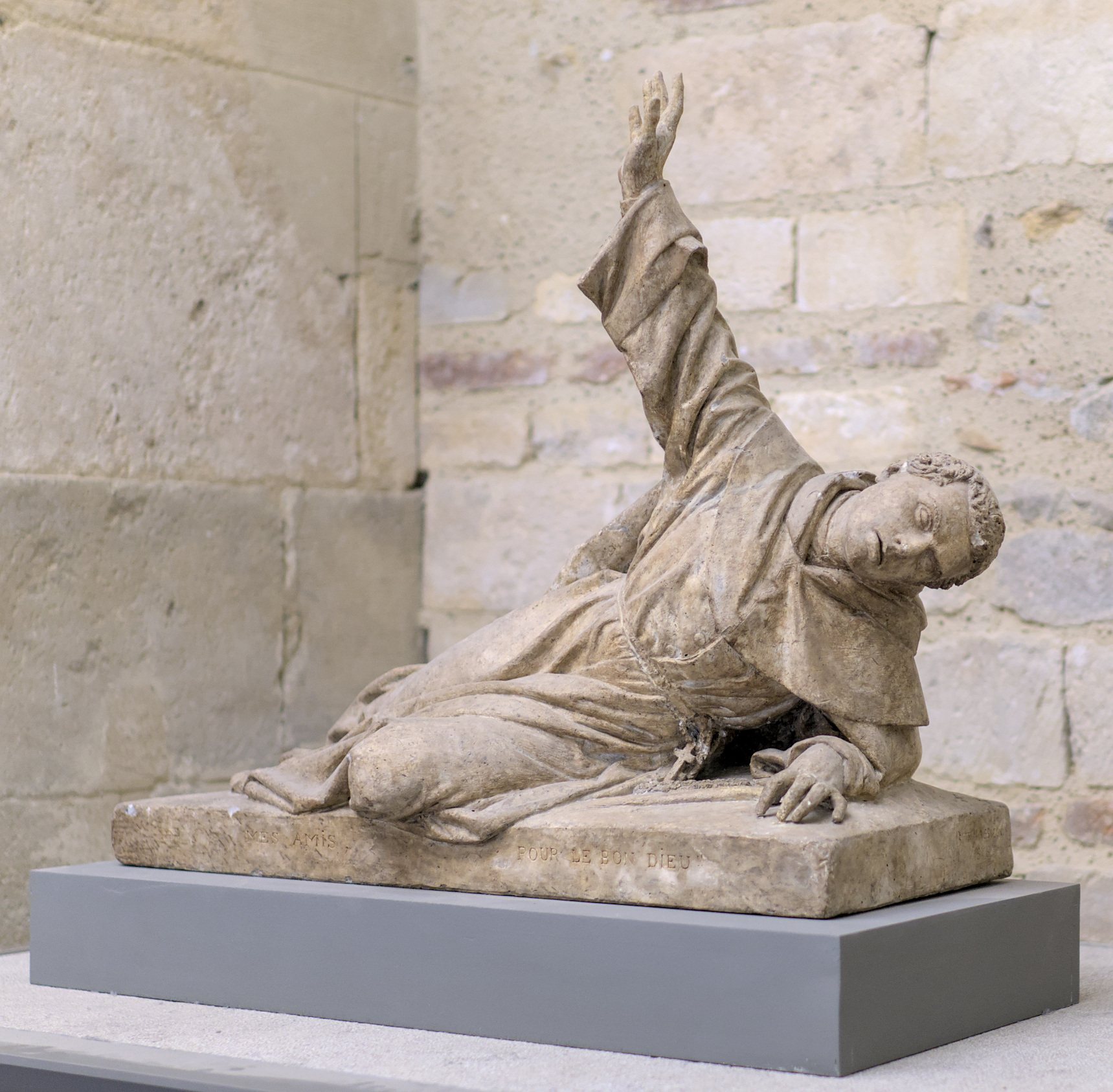
キャプティエ神父の死(1878)
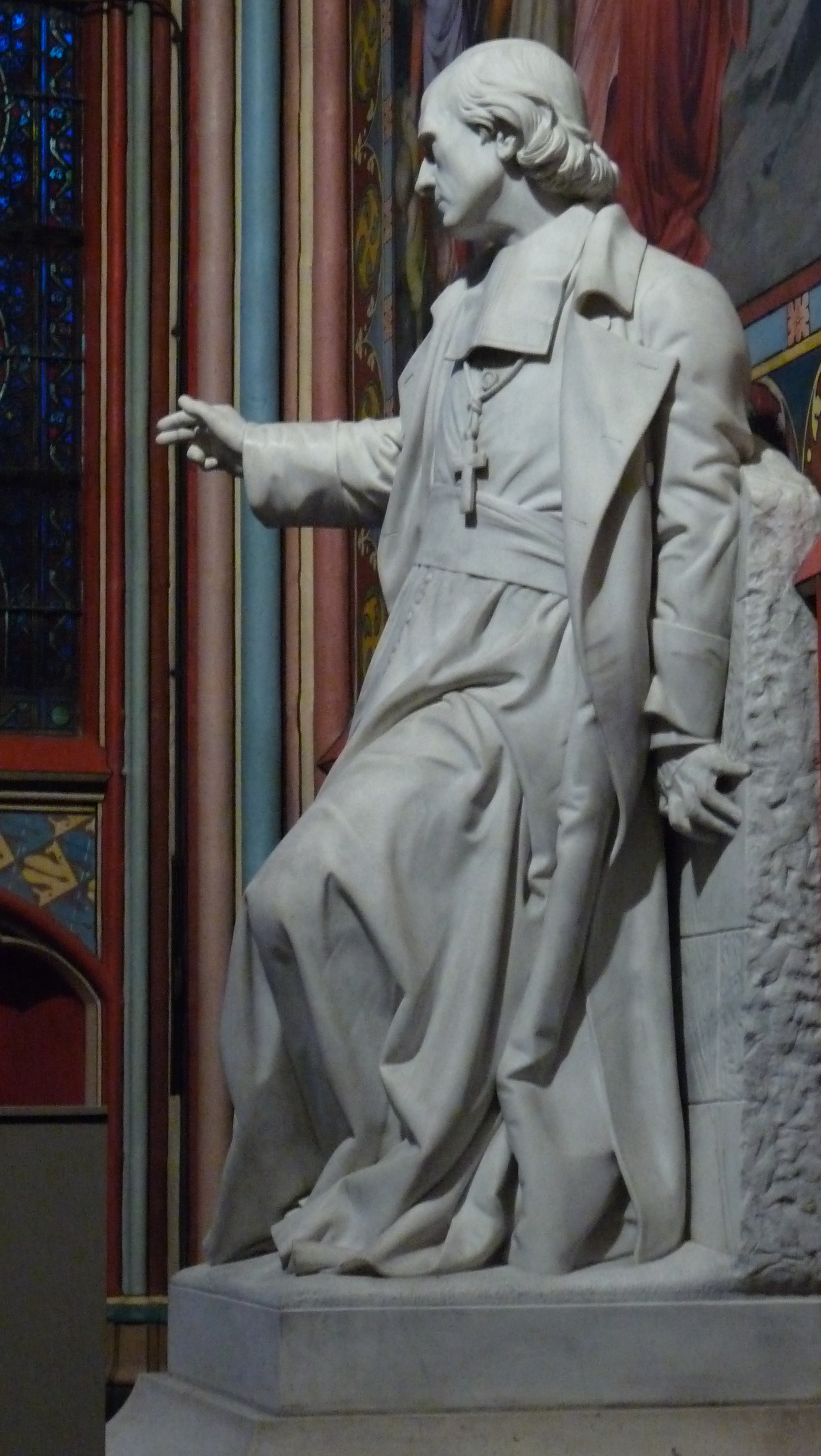
ノートルダム大聖堂のパリ大司教、ジョルジュ・ダルボイ像